# Kadaramangala, Channapatna
Kadaramangala là một làng thuộc tehsil Channapatna, huyện Ramanagara, bang Karnataka, Ấn Độ.